# John J. McGrath
John Joseph McGrath (ur. 23 lipca 1872 w hrabstwie Limerick w Irlandii, zm. 25 sierpnia 1951 w San Mateo) – amerykański polityk, członek Partii Demokratycznej.

## Działalność polityczna
W okresie od 4 marca 1933 do 3 stycznia 1939 przez trzy kadencje był przedstawicielem 8. okręgu wyborczego w stanie Kalifornia w Izbie Reprezentantów Stanów Zjednoczonych.